# Kanton Beauvoir-sur-Mer
Beauvoir-sur-Mer is een voormalig kanton van het departement Vendée in Frankrijk. Het kanton maakte deel uit van het arrondissement Sables-d'Olonne. Het werd opgeheven bij decreet van 17 februari 2014 met uitwerking op 22 maart 2015. De gemeenten werden toegevoegd aan het kanton Saint-Jean-de-Monts.

## Gemeenten
Het kanton Beauvoir-sur-Mer omvatte de volgende gemeenten:
- Beauvoir-sur-Mer (hoofdplaats)
- Bouin
- Saint-Gervais
- Saint-Urbain